# Abu al-Baraa el-Azdi
Mohammed Abdullah, también conocido como Abu al-Baraa el-Azdi es un militante yemení y miembro del Estado Islámico. Ambos de estos nombres son seudónimos. Se ha reportado que era un predicador antes de unirse a ISIS.

## Vida
No se sabe mucho de él; ganó notoriedad a mediados de noviembre de 2014 cuando el líder del Estado Islámico, Abu Bakr al-Baghdadi lo nombró Emir y líder de la ciudad de Derna en Libia, poco después de que ISIS se tomara la ciudad y la declaración de la Wilayah Barqah (provincia del este de Libia). También se convirtió en el juez religioso principal de la ciudad.